# Ingrid van Dingstee
Ingrid van Dingstee is een Nederlands violiste.
Ze studeerde viool bij aanvankelijk Davina van Wely en Jan Repko. Later studeerde ze verder bij aan het Sweelinck Conservatorium in Amsterdam bij Viktor Liberman, Keiko Wataya en Alexander Kerr. Ze studeerde cum laude af, in 1998 als docerend musicus en als uitvoerend musicus in 2000. 
In 1993 won ze de eerste prijs in het Davina van Wely Vioolconcours. Ze nam deel aan de Keshet Eilon internationale masterclass in Israël in 1995, 1996 en 2000 en in 1998 en 1999 aan de International Holland Music Sessions. Ze volgde verder masterclasses bij Herman Krebbers, Boris Belkin, Ida Haendel en Haim Taub. Van Dingstee is actief als soliste en als orkestspeelster. Ze maakt samen met haar broer en zus deel uit van het door hen samen opgerichte Van Dingstee Kwartet. 
Van 1995 tot 1997 was ze concertmeester van het Nationaal Jeugdorkest. Ze speelt regelmatig in Nederlandse symfonieorkesten zoals het Koninklijk Concertgebouworkest en het Nederlands Philharmonisch Orkest. Sinds 2001 is ze 1e violiste van Amsterdam Sinfonietta. Daarnaast geeft ze vioollessen. 
Van Dingstee speelt op een viool van Nicola Gagliano (Napels, 1739), haar ter beschikking gesteld door het Nationaal Muziekinstrumenten Fonds. 